# Інкасатор (фільм, 2004)
«Інкасатор» (фр. Le Convoyeur — французький художній фільм 2004 року режисера Ніколя Букріефф.
У жовтні 2019 року було оголошено, що Гай Річі напише сценарій і зрежисує англомовний ремейк цього фільму з Джейсоном Стейтемом у головній ролі. У квітні 2021 року відбулася прем'єра цієї картини, що отримала назву «Гнів людський».

## Сюжет
Олександр Демар (Альбер Дюпонтель) влаштовується на роботу в невелику інкасаторську компанію, що переживає нелегкі часи. За останній рік у трьох відчайдушних пограбуваннях не вижив жоден з інкасаторів і тепер співробітники компанії щодня чекають нового нападу.
Судячи з того як проходять пограбування, стає ясно, що серед співробітників цієї інкасаторської фірми є «кріт», який передає злочинцям внутрішню інформацію про суми, що перевозяться, маршрути і кількість охорони.
Всередині невеликого колективу перевізників грошей оселилася нервозність і почуття взаємної недовіри.
Однак, мовчазний і дивний Демар завжди зберігає спокій. Він занурений в себе. Здається, що його зовсім не хвилює те чим живе маленький колектив інкасаторів і те про що постійно думають і перемовляють між собою перевізники грошей. При цьому режисер дає зрозуміти, що на нове місце роботи, Олександр Демар прийшов не заради зарплати, у нього є певна, нікому не відома мета.
Незабаром глядач дізнається, що не так давно, Новий Інкасатор втратив сина і отримав поранення в голову, випадково ставши свідком одного з пограбувань. Після цього головний герой кинув високооплачувану роботу, порвав з колишніми зв'язками, все навколишнє перестало представляти для нього який-небудь інтерес.
Ніхто з нових колег не знає цих фактів з минулого Олександра, та він і сам нікому про них не розповідає. Тепер єдиний сенс його нового життя, то заради чого він пішов в інкасатори — це дочекатися чергового пограбування невловимих нальотчиків і розквитатися з ними за максимально кривавою ціною…

## В ролях
| Актор            | Роль                     |
| ---------------- | ------------------------ |
| Альбер Дюпонтель | Александр Демар          |
| Жан Дюжарден     | Жак Мазар, «Джек-пот»    |
| Клод Перон       | Ніколь                   |
| Ор Атіка         | покоївка Ізабель         |
| Франсуа Берлеан  | Бернар                   |
| Жюльєн Буаселье  | Франсіс Батт, «Лагідний» |
| Філіп Лоденбак   | Мішель Пуатрено, «Мумія» |
| Самі Зітуні      | Карім                    |